# Darwaz-e Bala (huyện)
Darwazi Bala là một huyện thuộc tỉnh Badakhshan, Afghanistan. Dân số thời điểm năm 1999 là -10,7 người.